# Aleksandar Tišma

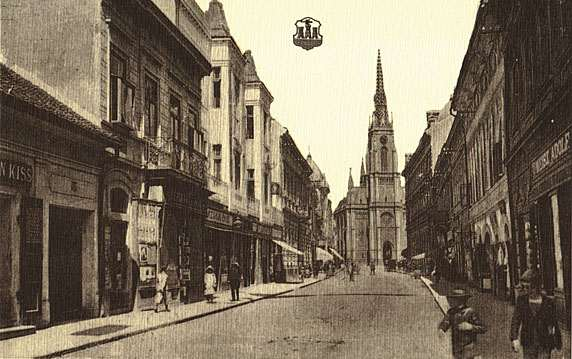
Novi Sad ten tijde van de geboorte van Tišma

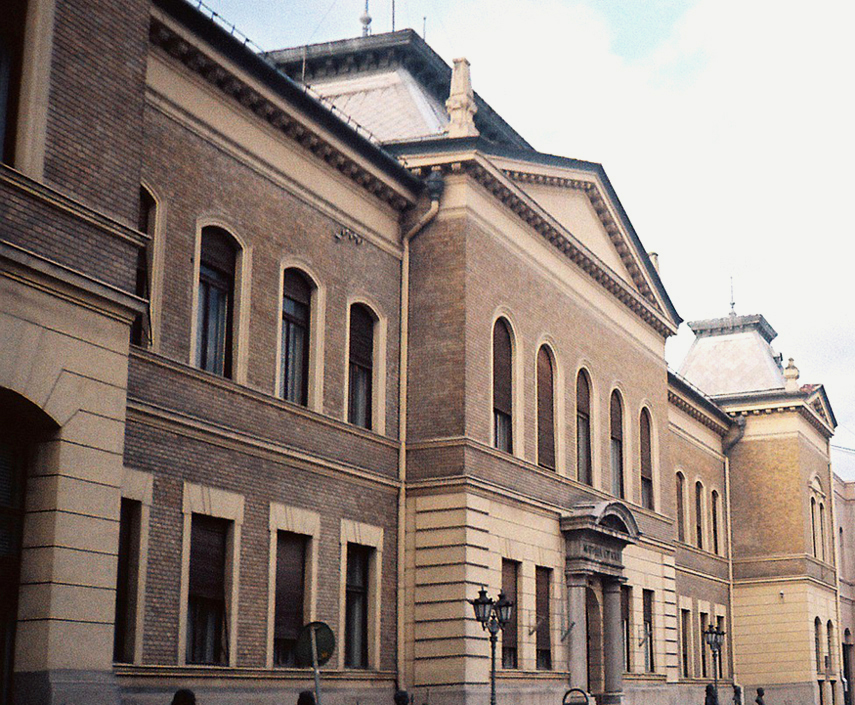
Het gebouw van Matica srpska in Novi Sad

Aleksandar Tišma (Servisch: Александар Тишма) (Horgoš, 16 januari 1924) - Novi Sad, 16 februari 2003) was een Joegoslavisch schrijver en vertaler. Zijn bekendste werken behoren tot zijn "pentateuch", vijf boeken over de lotgevallen van de stad Novi Sad tijdens en na de Tweede Wereldoorlog, waarin de Holocaust een belangrijke rol speelt.

## Leven en werk
Tišma werd geboren in de Vojvodina als zoon van een Servische vader en een Joods-Hongaarse moeder. Hij ging naar school in Novi Sad en deed daar in 1942, toen de stad door Hongarije was bezet, examen. Nadien studeerde hij twee jaar romaanse talen en economie in Boedapest. Toen de Duitsers Hongarije binnenvielen in 1944 werd Tišma opgepakt en tewerkgesteld als dwangarbeider. Op het einde van de oorlog kon hij vluchten en sloot hij zich aan bij Tito's partizanen. Na de oorlog werd hij journalist, achtereenvolgens bij de bladen Slobodna Vojvodina en Borba en, vanaf 1949, bij het gezaghebbende taal- en cultuurinstituut Matica srpska.
In 1952 krijgt hij een zoon, Andrej. Andrej Tišma is nu een geëngageerd kunstenaar en kunstcriticus.
In 1954 studeerde hij als anglist af aan de universiteit van Belgrado.
In 1956 maakte hij zijn debuut als dichter met de gedichtenbundel De bewoonde wereld. Later zouden korte verhalen en een achttal romans volgen. De hoofdfiguren in zijn werk zijn niet alleen de vervolgden en slachtoffers: Tišma verplaatst zich vaak juist ook in hun opportunistische beulen. Dat is bijvoorbeeld het geval in het titelverhaal van De school der goddeloosheid en in De kapo waar hij laat zien hoe een op het eerste gezicht onbelangrijk figuur zich kan ontpoppen tot een gevreesd misdadiger.
Tijdens de Joegoslavische Burgeroorlog vestigde Tišma zich uit onvrede met het regime van Slobodan Milošević in Parijs. In 2000 keerde hij terug naar Novi Sad. Hij is zich tot het eind van zijn leven Joegoslaaf blijven noemen.
Tišma ontving in 1976 de NIN-prijs voor Het gebruik van de mens en in 1979 de Prijs Ivo Andrić voor De school der goddeloosheid. In 1996 kreeg hij bovendien de Österreichischer Staatspreis für Europäische Literatur en de Leipziger Buchpreis zur Europäischer Verständigung.
Tišma's werk is in vele talen vertaald, in de eerste plaats in het Duits, maar deels ook in het Nederlands. Zelf was Tišma ook vertaler: uit het Hongaars, zijn tweede moedertaal, vertaalde hij werk van Imre Kertész, Tibor Déry en anderen in het Servisch.

## Selectie van werken
Opgenomen zijn de in het Nederlands vertaalde boeken, in volgorde van hun eerste verschijning in het Nederlands. Tussen haakjes de Servische titel en het jaar van verschijning van het origineel.
- 1990: Het gebruik van de mens (Upotreba čoveka, 1976)
- 1991: De school der goddeloosheid (Škola bezbožništva, 1978)
- 1993: Argwaan en vertrouwen (Vere i zavere, 1983)
- 1995: De kapo (Kapo, 1987)
- 2000: Die wij liefhebben (Koje volimo, 1990)
- 2007: Het boek Blam (Knjiga o Blamu, 1972)

Alle vertalingen verschenen bij Meulenhoff.
Zijn autobiografie Sećaj se večkrat na vali, uitgebracht nog tijdens het leven van Aleksandar Tišma, werd nog niet vertaald in het Nederlands.

## Inspiratiebron
Wanneer Geert Mak op zijn reis door Europa met Aleksandar Tišma spreekt, vertelt deze hem een verhaal over zijn hond (terug te vinden in het boek In Europa van Geert Mak). Dit verhaal vormde voor Geert Mak eveneens de inspiratie voor de titel van zijn nieuwste boek De hond van Tisma.